# Joseph Fort Newton
Joseph Fort Newton (Decatur, Texas, 21 de julho de 1876 - 24 de janeiro de 1950) foi advogado, filho de um pastor batista.

## Obras
- The Builders: A Story and Study of Masonryy (Cedar Rapids Iowa, The Torch Press 1914).
- Altar Stairs: a Little Book of Prayer (New York: Macmillan, 1928).
- Brothers and Builders: the Basis and Spirit of Freemasonry (London: Masonic Record, 1924).
- David Swing: Poet and Preacher (Chicago: Unity, 1909).
- Everyday Religion (New York: Abingdon, 1950).
- God and the Golden Rule (New York: Century, 1927).
- If I Only Had One Sermon to Prepare (New York: Harper & Brothers, 1932).
- Life Victorious, a Testament of Faith (Chicago, Revell, 1940).
- Lincoln and Herndon (Cedar Rapids: Torch, 1910).
- Live, Love, and Learn: a Little Book about the Great Business of Living (New York: Harper & Brothers, 1943).
- Living Everyday: a Book of Faith, Philosophy, and Fun (New York: Harper & Brothers, 1937).
- Living up to Life: a Book of Courage, Common Sense, and Compassion (New York: Harper & Brothers, 1941).
- Modern Masonry: a Brief Sketch of the Craft Since 1717 (Washington: Masonic Service Association of the United States, 1924).
- My Idea of God: A Symposium of Faith (Boston: Little, Brown, and Co., 1926).
- Preaching in London: A Diary of Anglo-American Friendship (New York: Doran, 1922).
- Preaching in New York (New York: Doran, 1924).
- River of Years: Autobiography (New York: Lippincott, 1946).
- Some Living Masters of the Pulpit: Studies in Religious Personality (New York: Doran, 1923).
- The Angel in the Soul (New York: Harper & Brothers, 1932).
- The Green Light of Masonry (Washington: Masonic Service Association of the United States, 1924).
- The Men's House: Masonic Papers and Addresses (New York: Doran, 1923).
- The One Great Church: Adventures of Faith (New York: Macmillan, 1948).
- The Religious Basis for a Better World Order (New York: Revell, 1920).
- The Stuff of Life (New York: Harper & Brothers, 1939).
- The Sword and the Spirit: Britain and America in the Great War (New York: Doran, 1918).
- The Truth and the Life and Other Sermons (New York: Doran, 1926).
- The Religion of Masonry: An Interpretation (Washington: Masonic Service Association of the United States, 1927).
- Things I Know in Religion (New York: Harper & Brothers, 1930).
- Wesley & Woolman (New York: Abingdon, 1914).
- What Have the Saints to Teach Us? (Chicago: Revell, 1914).
- Where We are in Religion (New York: Macmillan, 1945).